# 太州會

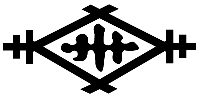
太州會的代紋

四代目太州會（たいしゅうかい）、本部設在福岡縣田川市弓削田1314-1的日本指定暴力團。構成組員約70人（2022年12月、勢力範圍：福岡縣；1縣），勢力地域在田川市的築豐地區為主。

## 略史
築豐地區、築豐煤田附近的煤礦工住宅區、當地部落，在1954年春天，由太田州春組成「太田組」。 1973年、改稱「太州會」。
被稱為「九州獅子」的"太田州春"與道仁會、工藤會共組反山口組的「三社會」。2005年、熊本會加入，發展成「四社會」。
1993年3月、福岡縣公安委員會列名指定為指定暴力團。
太州會的代紋，為初代太田州春會長、與昔日中學同窗的谷口松太郎（田川市二場武市議會議員、原田川工商會議所副會長）等3人在當時結盟的代表圖案，有著「太州男人的生命」的誓約，以及日後、3人分別進入政治，金融界、任俠道的理由。

## 歴代會長
- 初代目：太田州春
- 二代目：田中義人
- 三代目：大馬雷太郎
- 四代目：日高 博

## 最高幹部
(2013)
- 會長 - 日高 博
- 若頭 - 原田久士
- 総本部長 - 山岡信幸
- 組織委員長 - 日高斎寿
- 懲罰委員長 - 田村正勝
- 事務局長 - 野村祐二(野村組組長)
- 若頭補佐 - 日高斎寿（三代目飛龍會會長）
- 若頭補佐 - 川野克哉（二代目市丸組組長）
- 若頭補佐 - 勝木浩一(勝木組組長)